# Päivävuoma
Päivävuoma este o arie protejată (arie specială de conservare — SAC, sit de importanță comunitară — SCI, arie de protecție specială avifaunistică — SPA) din Suedia întinsă pe o suprafață de 2.758,8 ha, integral pe uscat.

## Localizare
Centrul sitului Päivävuoma este situat la coordonatele 66°39′08″N 21°11′38″E / 66.6521°N 21.194°E.

## Înființare
Situl Päivävuoma a fost declarat sit de importanță comunitară în decembrie 1998 pentru a proteja 12 specii de animale. Alte tipuri de protecție:
- arie de protecție specială avifaunistică (în aprilie 2004)[2]
- arie specială de conservare (în martie 2011)[1][3][4]

## Biodiversitate
Situată în ecoregiunea boreală, aria protejată conține 9 habitate naturale: Mlaștini alcaline, Mlaștini împădurite, Mlaștini turboase de tranziție și turbării mișcătoare, Păduri de conifere pe eskere fluvioglaciare sau legate la acestea, Ape oligotrofe din câmpii nisipoase, cu un conținut foarte redus de minerale (Littorelletalia uniflorae), Cursuri de apă de la nivel de câmpie la nivel montan, cu vegetație Ranunculion fluitantis și Callitricho-Batrachion, Taiga vestică, Turbării Aapa, Lacuri și iazuri distrofice naturale.
La baza desemnării sitului se află mai multe specii protejate:
- păsări (11): erete vânăt (Circus cyaneus), lebădă de iarnă (Cygnus cygnus), ciocănitoare neagră (Dryocopus martius), cocor (Grus grus), bătăuș (Philomachus pugnax), ploier auriu (Pluvialis apricaria), Sterna paradisaea, Surnia ulula, cocoșul de mesteacăn (Tetrao tetrix tetrix),  cocoș de munte (Tetrao urogallus), fluierar de mlaștină (Tringa glareola)
- mamifere (1): râs eurasiatic (Lynx lynx)